# Tormáspuszta
Tormáspuszta Szabolcs-Szatmár-Bereg vármegyében Balkány város része a Nagykállói járásban, Nagykállótól 23 kilométerre.

## Fekvése
Balkány központi részeitől 9, Jármy tanyától 3,5, Béketeleptől 4, Hajdúsámsontól 14 kilométerre (földúton) lelhető fel a 62 lakosú tanyahely.

## Közigazgatás
Tormáspuszta Balkány része, de a tanya vonzásköréhez tartozik még Petri tanya, Déssy tanya, Nádaspuszta, Nagymogyorós és Trombitás is.

## Nevezetességei
- Ökumenikus imaház
- Főtér
- Temető
- Az egykori TSZ-telep

## Galéria

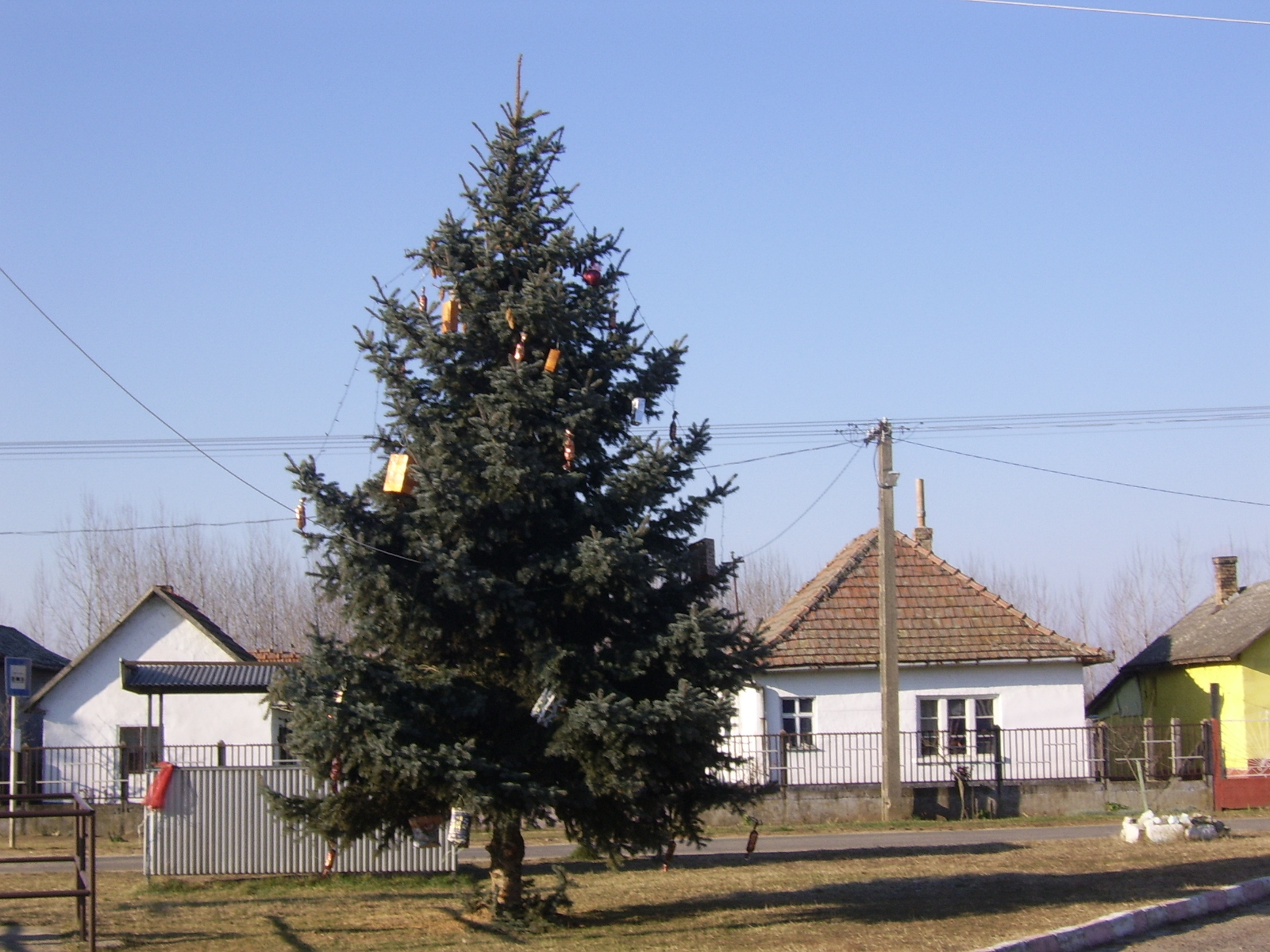
A díszbe öltözött fenyőfa 2008-ban
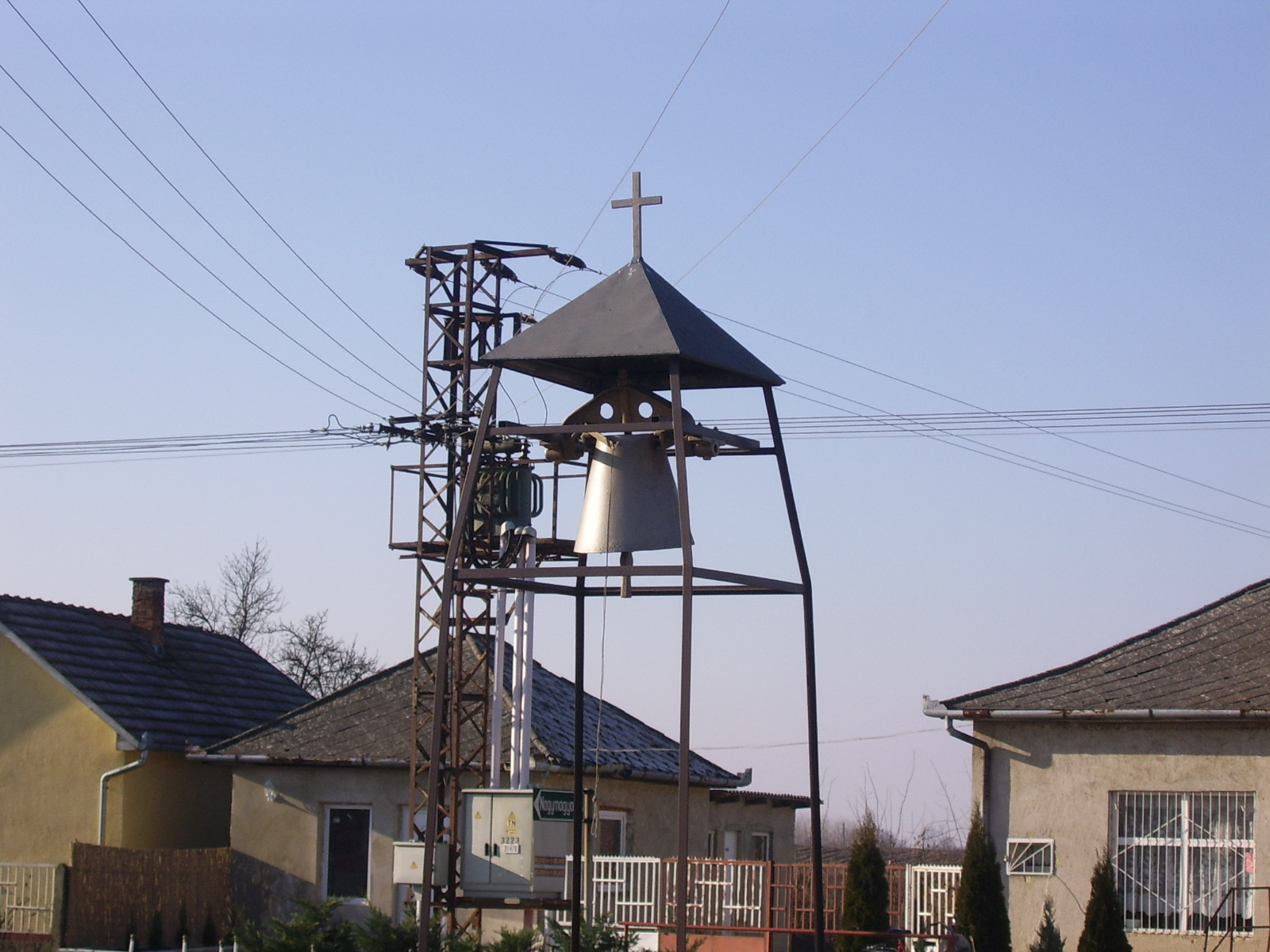
A harangláb, a fenyőfa mellett
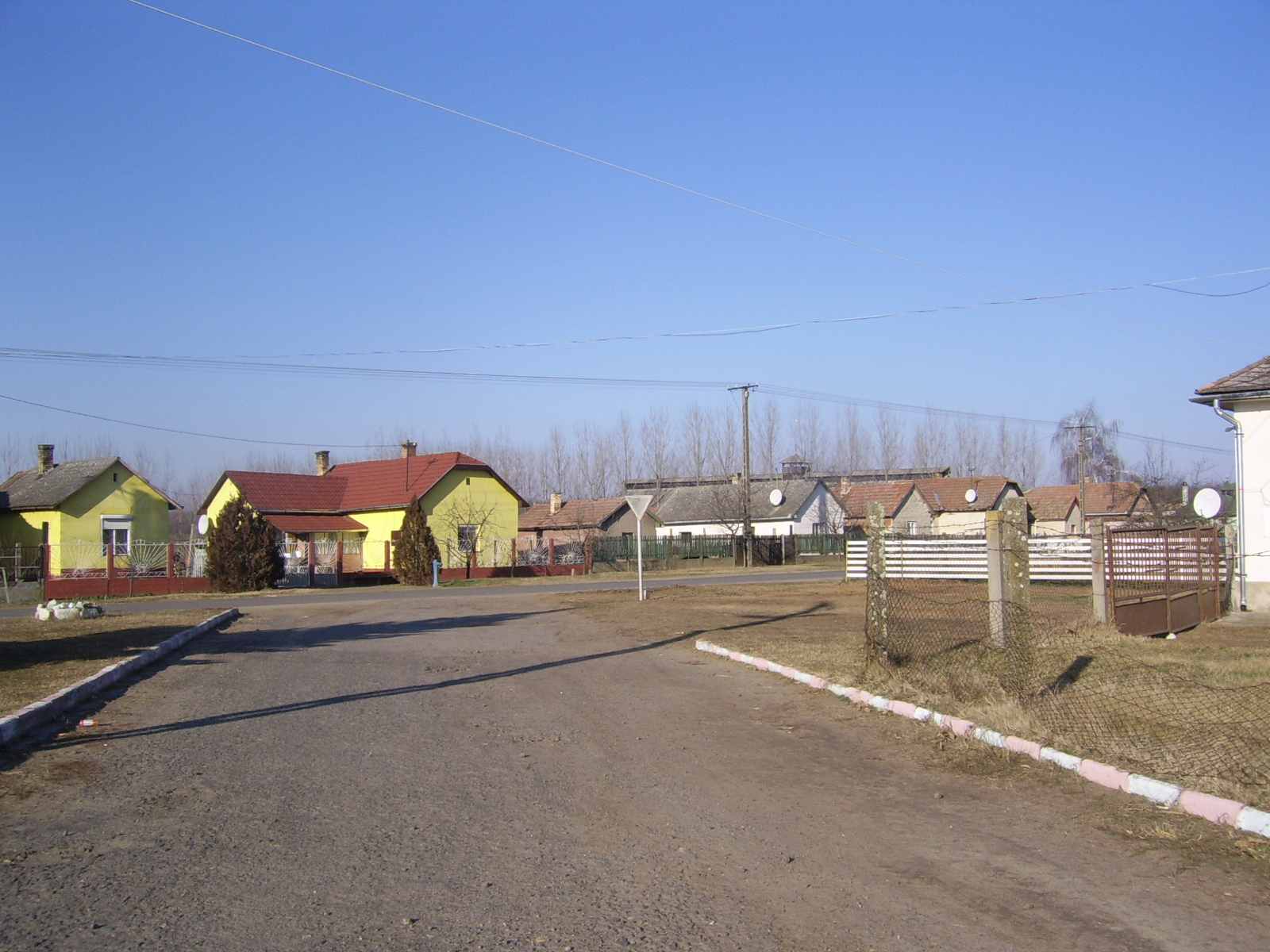
A nagymogyorósi út vége (balra harangláb, jobbra imaház)

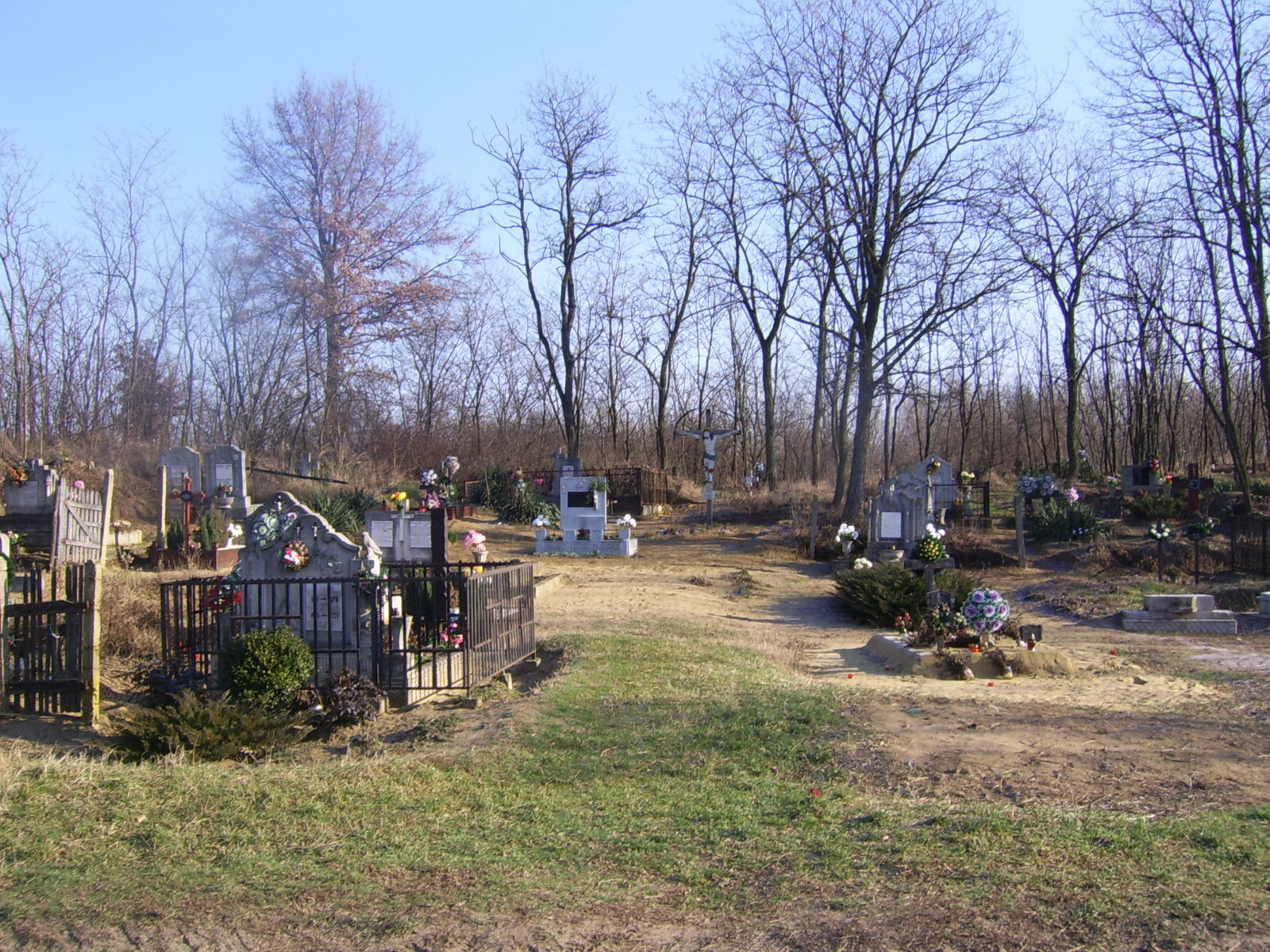
Temető

## Külső hivatkozások
- Balkány Önkormányzatának honlapja